# Hisashi Kimura
En aquest nom japonès, el cognom és Kimura.
Hisashi Kimura (japonès: 木村栄)  (Kanazawa, 10 de setembre de 1870 - Setagaya, 26 de setembre de 1943) va ser un astrònom japonès.
Va dedicar la seva carrera a l'estudi i mesurament de la variació en latitud deguda al Moviment de Chandler. Va ser director de l'Observatori Internacional de la Latitud en Mizusawa (Japó).
Va rebre la Medalla d'or de la Reial Societat Astronòmica en 1936 i va ser una de les primeres persones a rebre l'Ordre de la Cultura del Japó, que va començar a atorgar-se en 1937

## Eponimia
- El cràter lunar Kimura i l'asteroide (6233) Kimura reben els seus noms en el seu honor.